# Giennadij Niżegorodow
Giennadij Aleksandrowicz Niżegorodow, ros. Александр Владимирович Панов (ur. 21 września 1975 w Odessie, Ukraińska SRR) – rosyjski piłkarz pochodzenia ukraińskiego, grający na pozycji obrońcy, reprezentant Rosji.

## Kariera piłkarska

### Kariera klubowa
Wychowanek Szkół Piłkarskich Czornomoreć Odessa (trener Sawelij Semionow) oraz SKA Odessa (trener Wałerij Kuźmin). Na początku lat 90. XX wieku przeniósł się z rodziną do Astrachani, gdzie w 1993 rozpoczął karierę piłkarską w miejscowej drużynie Wołgar-Gazprom. W 1996 został zaproszony do Łokomotiwu Niżny Nowogród, skąd po 4 latach przeszedł do Łokomotiwu Moskwa. W 2005 odszedł do beniaminka Premjer-Ligi Tereku Grozny. Ale klub nie potrafił utrzymać się w elicie, dlatego Niżegorodow w następnym roku zasilił skład Szynnika Jarosław. Po zakończeniu sezonu 2006 opuścił jarosławski klub. W czerwcu 2006 powrócił do rodzimej Odessy, gdzie został piłkarzem Czornomorca Odessa. Latem 2007 przedłużył ważność kontraktu na kolejny rok. W styczniu 2009 otrzymał status wolnego agenta. W sezonie 2009/10 bronił barw austriackiego Rheindorf Altach. W styczniu 2011 pojechał na etap przygotowawczy z FK Ufa. Ale w jednym ze swoich wywiadów piłkarz zapewnił, że na razie nigdzie nie występuje, ale w wypadku dobrej propozycji gotów jest wrócić do gry.

### Kariera reprezentacyjna
W latach 2000–2003 rozegrał 9 meczów oficjalnych w barwach narodowej reprezentacji Rosji. Wcześniej występował w 8 meczach olimpijskiej reprezentacji Rosji.

## Sukcesy i odznaczenia

### Sukcesy klubowe
- mistrz Rosji: 2002, 2004
- wicemistrz Rosji: 2000, 2001
- zdobywca Pucharu Rosji: 2000, 2001
- zdobywca Superpucharu Rosji: 2003
- finalista Superpucharu Rosji: 2005
- wicemistrz Rosyjskiej Pierwszej Dywizji: 1998

### Sukcesy indywidualne
- wybrany do listy 33 najlepszych piłkarzy roku w Rosji: Nr 1 (2000, 2001, 2002), Nr 3 (2004)
- nominowany w kategorii "najlepszy obrońca sezonu": 2002

### Odznaczenia
- tytuł Mistrza Sportu Rosji